# Бочина Наталія Валеріївна
Наталія Валеріївна Бочина  (рос. Наталья Валерьевна Бочина, 4 січня 1962) — радянська легкоатлетка, олімпійська медалістка.

## Виступи на Олімпіадах
| Олімпіада   | Дисципліна              | Місце     |
| ----------- | ----------------------- | --------- |
| Москва 1980 | біг на 100 метрів       | 6 h2 r3/4 |
| Москва 1980 | біг на 200 метрів       | 2         |
| Москва 1980 | естафета 4 x 100 метрів | 2         |